# 강세황
강세황(姜世晃, 1713년 7월 13일(윤5월 21일) ~ 1791년 2월 25일(음력 1월 23일))은 조선의 문신, 서화가이다. 자는 광지(光之), 호는 표암(豹菴), 본관은 진주(晉州)이다.

## 생애
진주강씨 은열공파로 금자흥록대부 병부상서 겸 태자태사 강민첨의 후손이다.숙종 39년 윤5월 21일에 아버지 문안공 현이 64세 때, 그는 3남 6녀 중 막내로 출생하여 아버지의 각별한 사랑을 받았다. 1773년 음서로써 하급 문관 관료에 천거된 그는 1776년 기로정시에 갑과 1등으로 급제하고, 기로소에서 뽑혀 예조판서에까지 올랐다. 정조 때에 천추 부사로 베이징에 갔을 때, 그의 서화를 구하려는 사람들이 아주 많았을 정도로 서화에 뛰어났다. 글씨는 전서·예서를 비롯한 각 체에 모두 능했고 그림은 특히 산수·사군자 등에 뛰어났다. 그의 화풍은 정선을 계승한 것으로 담담하면서 격이 있고 개성이 뚜렷하였다. 그는 당시 화단의 건전한 발전을 위해 후원자 또는 추진자로서의 역할을 한 것으로도 유명하다. 저서로 《표암집》이 있으며 그림으로 『난죽도』, 『산수도』, 『영통동구도』 등이 있다.

## 화가이자 평론가로서의 업적
18세기 영조와 정조의 통치 기간 동안 활동하면서 화단에 큰 영향을 끼쳤다. 그림을 그리거나 다른 사람의 그림에 평을 썼다. 당시 화단에서 남종문인화, 진경산수화, 풍속화, 도석인물화가 유행한 것이나 서양화법의 수용이 이루어진 것에는, 강세황의 영향력이 작용하였다. 더욱이 그는 김홍도와 신위에게 그림을 가르친 스승이기도 하였다.

## 그림

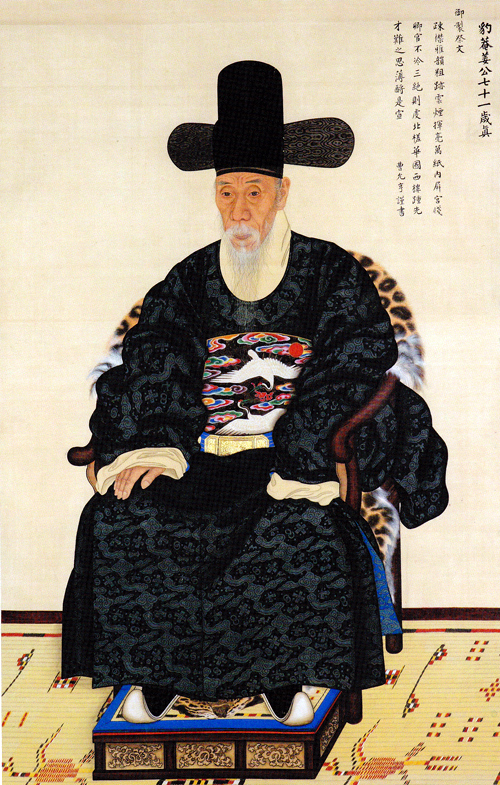
이명기가 그린 강세황 초상
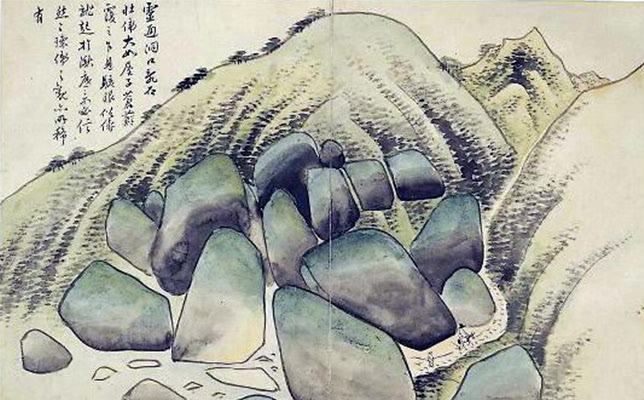
강세황이 그린, <송도기행첩(松都紀行帖)> 중 영통동구(靈通洞口)

## 가족 관계
- 할아버지 : 강백년(姜栢年)
  - 아버지 : 강현(姜鋧)
    - 본처 : 진주유씨(晉州柳氏) - 유뢰(柳耒)의 딸
      - 장남 : 강인(姜<亻+寅>)
      - 차남 : 강완(姜俒)
        - 손자 : 강진(姜晉)

      - 삼남 : 강관(姜倌)
      - 사남 : 강빈(姜儐)
        - 손자 : 강이구(姜彛九)
          - 증손 : 강진(姜溍, 1807∼1858)
          - 증손 : 강로(姜㳣)

    - 후처 : 나주나씨(羅州羅氏)
      - 오남 : 강신(姜信)
        - 손자 : 강이오(姜彝五)

## 관련 문화재
- 강세황필 도산서원도 (보물 제522호)
- 강세황초상 (보물 제590호)
- 강세황 행초 표암유채 (보물 제1680호)
- 밀양 미리벌민속박물관 소장 표암 강세황 행서 팔곡병 (경상남도 유형문화재 제517호)
- 강세황 육십구세상 (충청남도 유형문화재 제235호)
- 진천 강세황 묘소 (충청북도 문화재자료 제83호)

## 같이 보기
- 한국화
- 한국의 화가 목록
- 한국의 미술

## 참고 문헌
- 이 문서에는 다음커뮤니케이션(현 카카오)에서 GFDL 또는 CC-SA 라이선스로 배포한 글로벌 세계대백과사전의 내용을 기초로 작성된 글이 포함되어 있습니다.